# Siebel Fh 104
Siebel Fh 104 Hallore byl německý dopravní dvoumotorový dolnoplošník z 30. let 20. století. 

## Vznik a vývoj
Projekt vznikl u německé firmy Leichtflugzeugbau Klemm, která zřídila pobočku v saském Halle. Tuto továrnu koupil populární německý letec Friedrich W. Siebel, který převzal projekt Fh 104, přičemž tento letoun pojmenoval Siebel Fh 104. Letoun poprvé vzlétl 25. února roku 1937 (imatrikulace D-IQPG) s motory Hirth HM 508C o výkonu po 198 kW. O několik týdnů později byl dokončen i druhý prototyp (D-IMCH) s výkonnějšími motory Hirth HM 508D po 206 kW. Měl upravené prosklení kabiny a nový zatahovací podvozek. Třetí prototyp představoval sériové provedení. Prvních jedenáct objednaných sériových strojů se začalo vyrábět roku 1939. Výroba pokračovala druhou sérií 35 kusů.

## Nasazení
Letouny byly za druhé světové války využívány ke kurýrní a spojovací službě a k dopravě vysokých důstojníků letectva např. maršál Albert Kesselring a generálové Adolf Galland a Ernst Udet. Po druhé světové válce byly stroje, které zůstaly na území Československa, přejmenovány jako C-30, v roce 1947 přeznačeny na D-54 a užívány k cvičným a dopravním účelům.

## Uživatelé
Československo
- Československé letectvo (po válce)

 Německá říše
- Luftwaffe

 Slovensko
- Slovenské vzdušné zbraně

## Specifikace

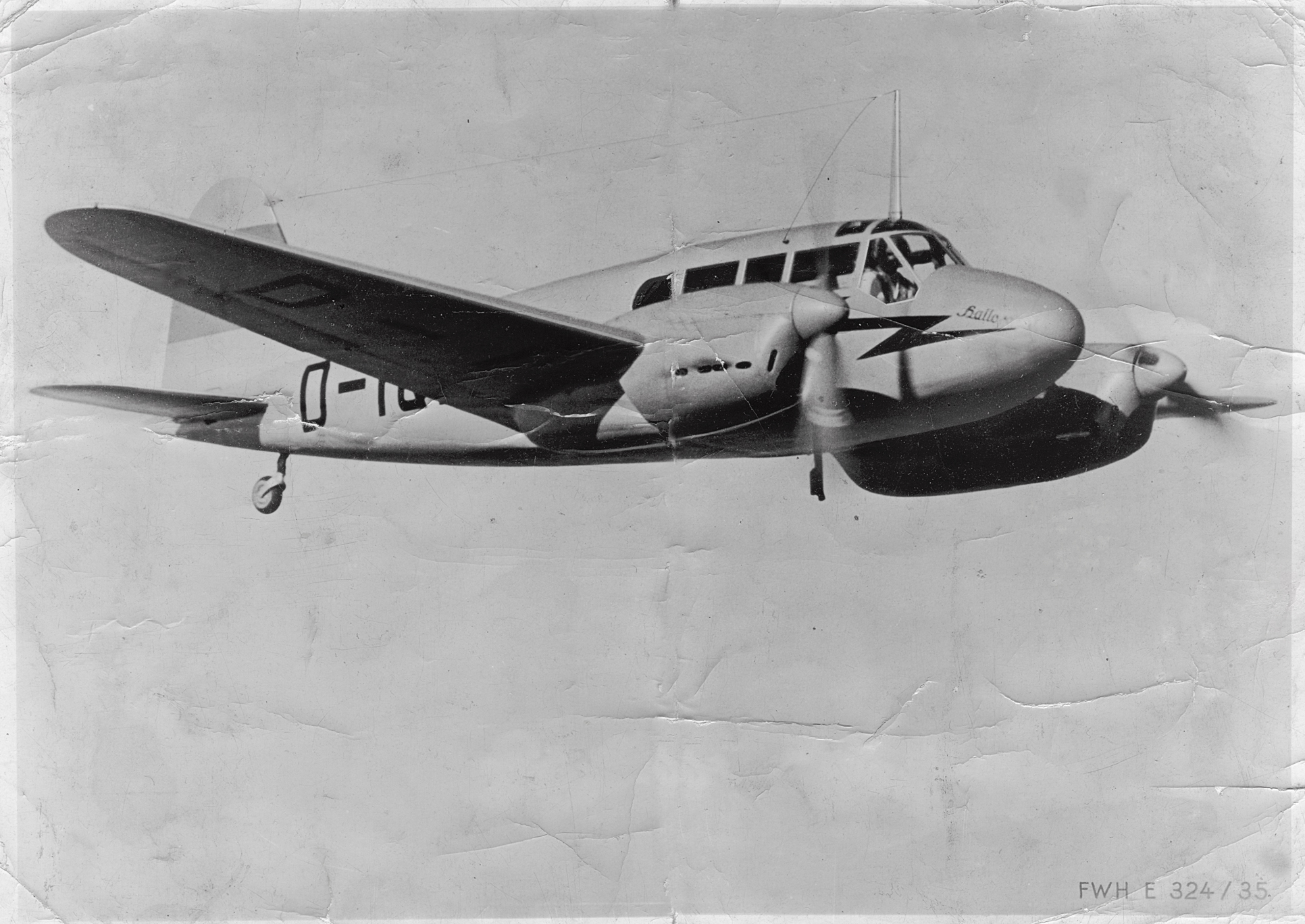
Siebel Fh-104 Hallore

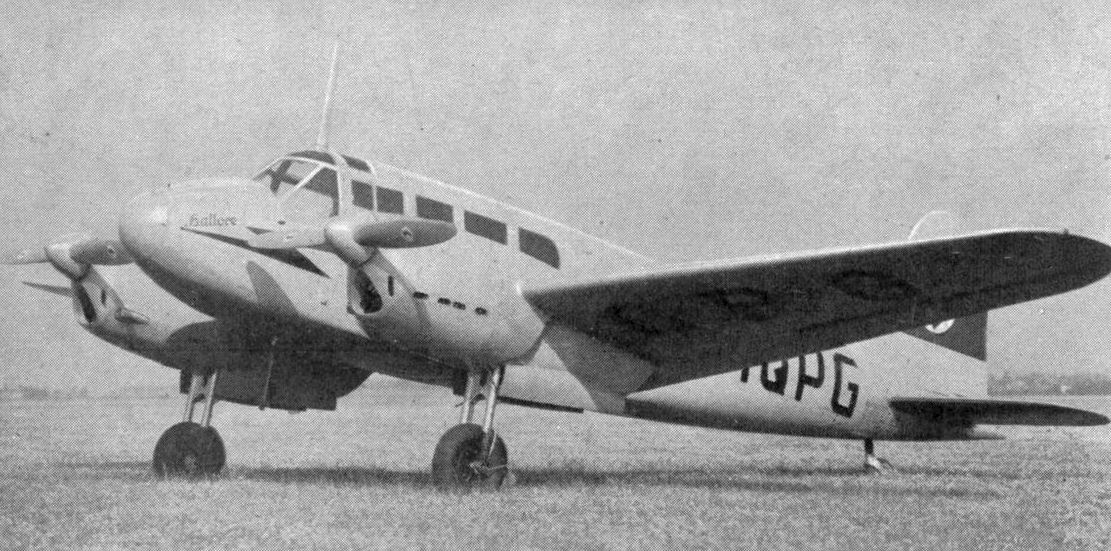
Siebel Fh 104, 1937

Údaje podle

### Technické údaje
- Posádka: 2
- Počet cestujících: 5
- Rozpětí: 12,06 m
- Délka: 9,50 m
- Výška: 2,58 m
- Nosná plocha: 22,30 m²
- Hmotnost prázdného letounu: 1440 kg
- Maximální vzletová hmotnost: 2500 kg
- Pohonná jednotka: 2 × vzduchem chlazený osmiválcový vidlicový motor Hirth HM 508D
- Výkon motoru: 280 k

### Výkony
- Maximální rychlost: 335 km/h
- Dostup: 6600 m
- Dolet: 920 km